# Dix-neuvième district congressionnel du Texas
Le 19e district congressionnel du Texas comprend la partie supérieure du Midwest de l'État du Texas. Le district comprend des parties de l'État de Lubbock à Abilene. Le Représentant actuel du 19e district est le Républicain Jodey Arrington. Avec un indice CPVI de R+26, c'est l'un des districts les plus républicains du Texas.

## Histoire
La frontière longe la frontière ouest avec le Nouveau-Mexique et longe les frontières des comtés pour inclure des villes lointaines. La zone est majoritairement rurale, à l'exception d'Abilene et Lubbock, et comprend de nombreux parcs d'État, ranchs et fermes.
C'est l'un des districts les plus conservateurs du Texas et du pays. Il n'a soutenu aucun candidat démocrate à la présidentielle depuis 1964. Les républicains occupent ce siège depuis 1985. Au cours des trois dernières décennies, un Démocrate n'a remporté que 40 % des voix dans cette circonscription à deux reprises, en 1984 et 2004.
Une grande partie de cette région a continué à élire des démocrates conservateurs dans les bureaux locaux et à l'Assemblée législative du Texas jusqu'en 1994. Depuis le milieu des années 1990, cependant, les Républicains ont dominé tous les niveaux du gouvernement. Il n’y a pratiquement aucun élu Démocrate en poste ailleurs qu’au niveau des comtés, et les républicains remportent généralement la plupart des élections avec 70 % ou plus des voix.
La circonscription a voté à 77 % pour George W. Bush en 2004 et à 71 % pour John McCain en 2008.

## Historique de vote
| Année | Poste     | Résultats              |
| ----- | --------- | ---------------------- |
| 2000  | Président | Bush 79,0 % – 19,0 %   |
| 2004  | Président | Bush 77,0 % – 23,0 %   |
| 2008  | Président | McCain 72,0 % – 27,0 % |
| 2012  | Président | Romney 74,0 % – 25,0 % |
| 2016  | Président | Trump 72,0 % – 23,0 %  |
| 2020  | Président | Trump 72,0 % – 26,0 %  |

## Liste des Représentants du district
| Membre                             | Parti       | Années                          | Congrès     | Histoire électorale |
| ---------------------------------- | ----------- | ------------------------------- | ----------- | --- |
| District établit le 3 janvier 1935 |             |                                 |             | |
| George H. Mahon (en)               | Démocrate   | 3 janvier 1935 - 3 janvier 1979 | 74e - 95e   | Élu en 1934. Réélu en 1936. Réélu en 1938. Réélu en 1940. Réélu en 1942. Réélu en 1944. Réélu en 1946. Réélu en 1948. Réélu en 1950. Réélu en 1952. Réélu en 1954. Réélu en 1956. Réélu en 1958. Réélu en 1960. Réélu en 1962. Réélu en 1964. Réélu en 1966. Réélu en 1968. Réélu en 1970. Réélu en 1972. Réélu en 1974. Réélu en 1976. Retrait. |
| Kent Hance                         | Démocrate   | 3 janvier 1979 - 3 janvier 1985 | 96e - 98e   | Élu en 1978. Réélu en 1980. Réélu en 1982. Retrait pour se présenter comme Sénateur des États-Unis |
| Larry Combest (en)                 | Républicain | 3 janvier 1985 - 31 mai 2003    | 99e - 108e  | Élu en 1984. Réélu en 1986. Réélu en 1988. Réélu en 1990. Réélu en 1992. Réélu en 1994. Réélu en 1996. Réélu en 1998. Réélu en 2000. Réélu en 2002. Démissionne. |
| Vacant                             | Vacant      | 31 mai 2003 - 3 juin 2003       | 108e        | |
| Randy Neugebauer                   | Républicain | 3 juin 2003 - 3 janvier 2017    | 108e - 114e | Élu pour terminer le mandat de Combest. Réélu en 2004. Réélu en 2006. Réélu en 2008. Réélu en 2010. Réélu en 2012. Réélu en 2014. Retrait. |
| Jodey Arrington                    | Républicain | 3 janvier 2017 - Présent        | 115e - 119e | Élu en 2016. Réélu en 2018. Réélu en 2020. Réélu en 2022. Réélu en 2024. |

## Résultats des récentes élections
Voici les résultats des dix précédents cycles électoraux dans le district.

## Frontières historiques du district

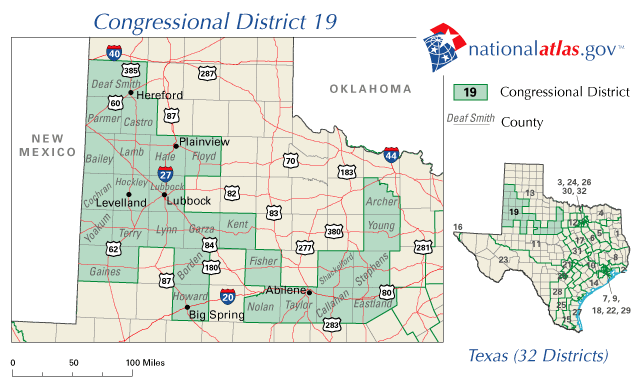
2007 - 2013

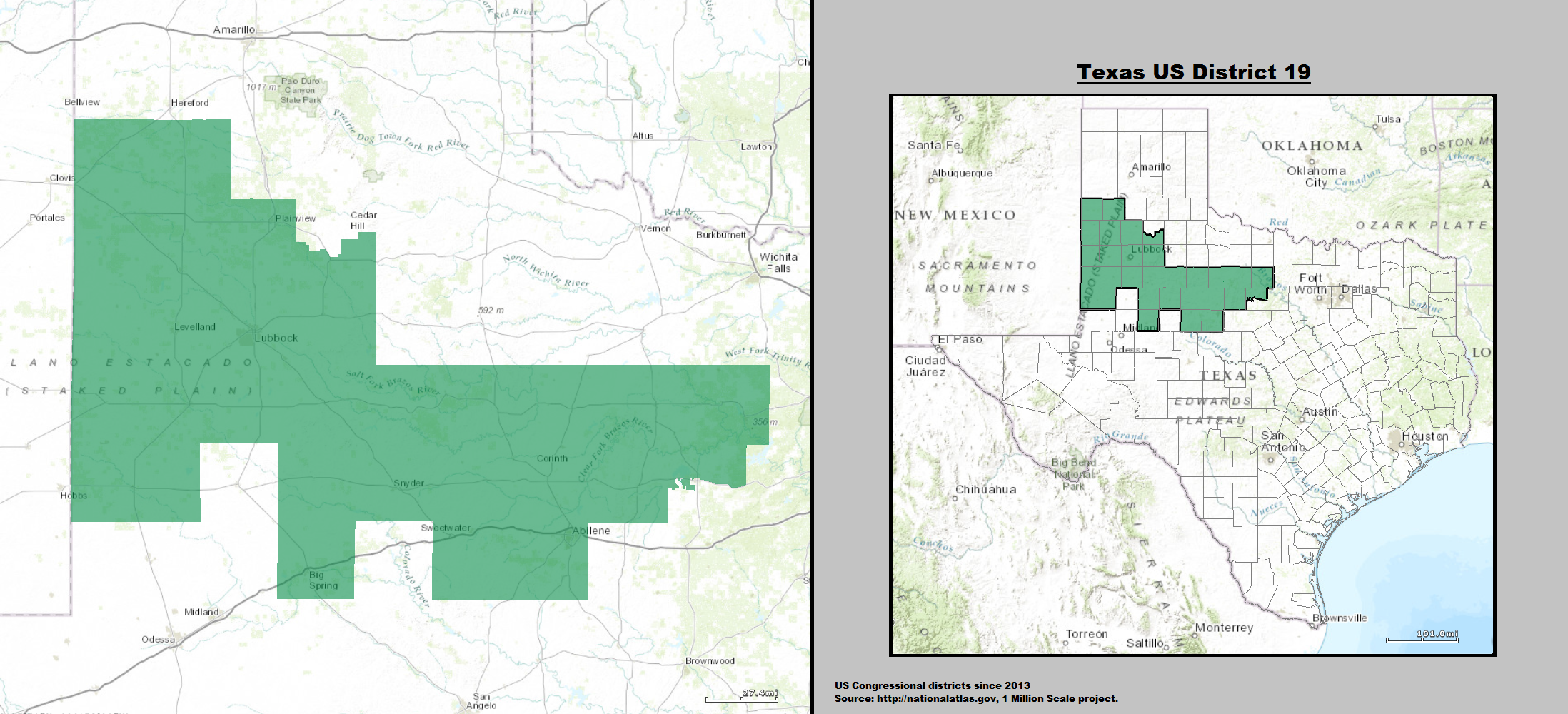
2013 - 2023

### 2003 (Spéciale)
| Élection Spéciale de 2003 du 19e district congressionnel du Texas | Élection Spéciale de 2003 du 19e district congressionnel du Texas | Élection Spéciale de 2003 du 19e district congressionnel du Texas | Élection Spéciale de 2003 du 19e district congressionnel du Texas | Élection Spéciale de 2003 du 19e district congressionnel du Texas |
| ----------------------------------------------------------------- | ----------------------------------------------------------------- | ----------------------------------------------------------------- | ----------------------------------------------------------------- | ----------------------------------------------------------------- |
| Parti                                                             | Parti                                                             | Candidat                                                          | Votes                                                             | %                                                                 |
|                                                                   | Républicain                                                       | Randy Neigebauer                                                  | 28 546                                                            | 50,5                                                              |
|                                                                   | Républicain                                                       | Mike Conaway                                                      | 27 959                                                            | 49,5                                                              |
| Total des votes                                                   | Total des votes                                                   | Total des votes                                                   | 56 505                                                            | 100 %                                                             |
|                                                                   | Les Républicains conservent                                       |                                                                   |                                                                   |                                                                   |

### 2004
| Élection de 2004 du 19e district congressionnel du Texas | Élection de 2004 du 19e district congressionnel du Texas | Élection de 2004 du 19e district congressionnel du Texas | Élection de 2004 du 19e district congressionnel du Texas | Élection de 2004 du 19e district congressionnel du Texas |
| -------------------------------------------------------- | -------------------------------------------------------- | -------------------------------------------------------- | -------------------------------------------------------- | -------------------------------------------------------- |
| Parti                                                    | Parti                                                    | Candidat                                                 | Votes                                                    | %                                                        |
|                                                          | Républicain                                              | Randy Neigebauer (sortant)                               | 136 459                                                  | 58,4                                                     |
|                                                          | Démocrate                                                | Charles Stenholm                                         | 93 531                                                   | 40,1                                                     |
|                                                          | Libertarien                                              | Richard Peterson                                         | 3524                                                     | 1,5                                                      |
| Total des votes                                          | Total des votes                                          | Total des votes                                          | 233 514                                                  | 100 %                                                    |
|                                                          | Les Républicains conservent                              |                                                          |                                                          |                                                          |

### 2006
| Élection de 2006 du 19e district congressionnel du Texas | Élection de 2006 du 19e district congressionnel du Texas | Élection de 2006 du 19e district congressionnel du Texas | Élection de 2006 du 19e district congressionnel du Texas | Élection de 2006 du 19e district congressionnel du Texas |
| -------------------------------------------------------- | -------------------------------------------------------- | -------------------------------------------------------- | -------------------------------------------------------- | -------------------------------------------------------- |
| Parti                                                    | Parti                                                    | Candidat                                                 | Votes                                                    | %                                                        |
|                                                          | Républicain                                              | Randy Neigebauer (sortant)                               | 94 785                                                   | 67,7                                                     |
|                                                          | Démocrate                                                | Robert Ricketts                                          | 41 676                                                   | 29,8                                                     |
|                                                          | Libertarien                                              | Fred Jones                                               | 3349                                                     | 2,4                                                      |
|                                                          | Write-In                                                 | Mike Sadler                                              | 197                                                      | 0,1                                                      |
| Total des votes                                          | Total des votes                                          | Total des votes                                          | 140 007                                                  | 100 %                                                    |
|                                                          | Les Républicains conservent                              |                                                          |                                                          |                                                          |

### 2008
| Élection de 2008 du 19e district congressionnel du Texas | Élection de 2008 du 19e district congressionnel du Texas | Élection de 2008 du 19e district congressionnel du Texas | Élection de 2008 du 19e district congressionnel du Texas | Élection de 2008 du 19e district congressionnel du Texas |
| -------------------------------------------------------- | -------------------------------------------------------- | -------------------------------------------------------- | -------------------------------------------------------- | -------------------------------------------------------- |
| Parti                                                    | Parti                                                    | Candidat                                                 | Votes                                                    | %                                                        |
|                                                          | Républicain                                              | Randy Neigebauer (sortant)                               | 168 501                                                  | 72,4                                                     |
|                                                          | Démocrate                                                | Dwight Fullingim                                         | 58 030                                                   | 24,9                                                     |
|                                                          | Libertarien                                              | Mike Taylor                                              | 6080                                                     | 2,6                                                      |
| Total des votes                                          | Total des votes                                          | Total des votes                                          | 232 611                                                  | 100 %                                                    |
|                                                          | Les Républicains conservent                              |                                                          |                                                          |                                                          |

### 2010
| Élection de 2010 du 19e district congressionnel du Texas | Élection de 2010 du 19e district congressionnel du Texas | Élection de 2010 du 19e district congressionnel du Texas | Élection de 2010 du 19e district congressionnel du Texas | Élection de 2010 du 19e district congressionnel du Texas |
| -------------------------------------------------------- | -------------------------------------------------------- | -------------------------------------------------------- | -------------------------------------------------------- | -------------------------------------------------------- |
| Parti                                                    | Parti                                                    | Candidat                                                 | Votes                                                    | %                                                        |
|                                                          | Républicain                                              | Randy Neigebauer (sortant)                               | 106 059                                                  | 77,8                                                     |
|                                                          | Démocrate                                                | Andy Wilson                                              | 25 984                                                   | 19,1                                                     |
|                                                          | Libertarien                                              | Michael Idrogo                                           | 4315                                                     | 3,2                                                      |
| Total des votes                                          | Total des votes                                          | Total des votes                                          | 136 358                                                  | 100 %                                                    |
|                                                          | Les Républicains conservent                              |                                                          |                                                          |                                                          |

### 2012
| Élection de 2012 du 19e district congressionnel du Texas | Élection de 2012 du 19e district congressionnel du Texas | Élection de 2012 du 19e district congressionnel du Texas | Élection de 2012 du 19e district congressionnel du Texas | Élection de 2012 du 19e district congressionnel du Texas |
| -------------------------------------------------------- | -------------------------------------------------------- | -------------------------------------------------------- | -------------------------------------------------------- | -------------------------------------------------------- |
| Parti                                                    | Parti                                                    | Candidat                                                 | Votes                                                    | %                                                        |
|                                                          | Républicain                                              | Randy Neigebauer (sortant)                               | 163 239                                                  | 85,0                                                     |
|                                                          | Libertarien                                              | Richard Peterson                                         | 28 824                                                   | 15,0                                                     |
| Total des votes                                          | Total des votes                                          | Total des votes                                          | 192 063                                                  | 100 %                                                    |
|                                                          | Les Républicains conservent                              |                                                          |                                                          |                                                          |

### 2014
| Élection de 2014 du 19e district congressionnel du Texas | Élection de 2014 du 19e district congressionnel du Texas | Élection de 2014 du 19e district congressionnel du Texas | Élection de 2014 du 19e district congressionnel du Texas | Élection de 2014 du 19e district congressionnel du Texas |
| -------------------------------------------------------- | -------------------------------------------------------- | -------------------------------------------------------- | -------------------------------------------------------- | -------------------------------------------------------- |
| Parti                                                    | Parti                                                    | Candidat                                                 | Votes                                                    | %                                                        |
|                                                          | Républicain                                              | Randy Neigebauer (sortant)                               | 89 326                                                   | 77,1                                                     |
|                                                          | Démocrate                                                | Neal Marchbanks                                          | 21 325                                                   | 18,4                                                     |
|                                                          | Libertarien                                              | Richard Peterson                                         | 5120                                                     | 4,4                                                      |
|                                                          | Write-In                                                 | Donald L. Vance                                          | 54                                                       | 0,0                                                      |
| Total des votes                                          | Total des votes                                          | Total des votes                                          | 115 825                                                  | 100 %                                                    |
|                                                          | Les Républicains conservent                              |                                                          |                                                          |                                                          |

### 2016
| Élection de 2016 du 19e district congressionnel du Texas | Élection de 2016 du 19e district congressionnel du Texas | Élection de 2016 du 19e district congressionnel du Texas | Élection de 2016 du 19e district congressionnel du Texas | Élection de 2016 du 19e district congressionnel du Texas |
| -------------------------------------------------------- | -------------------------------------------------------- | -------------------------------------------------------- | -------------------------------------------------------- | -------------------------------------------------------- |
| Parti                                                    | Parti                                                    | Candidat                                                 | Votes                                                    | %                                                        |
|                                                          | Républicain                                              | Jodey Arrington (sortant)                                | 176 314                                                  | 86,7                                                     |
|                                                          | Libertarien                                              | Troy Bonar                                               | 17 376                                                   | 8,5                                                      |
|                                                          | Vert                                                     | Mark Lawson                                              | 9785                                                     | 4,8                                                      |
| Total des votes                                          | Total des votes                                          | Total des votes                                          | 203 475                                                  | 100 %                                                    |
|                                                          | Les Républicains conservent                              |                                                          |                                                          |                                                          |

### 2018
| Élection de 2018 du 19e district congressionnel du Texas | Élection de 2018 du 19e district congressionnel du Texas | Élection de 2018 du 19e district congressionnel du Texas | Élection de 2018 du 19e district congressionnel du Texas | Élection de 2018 du 19e district congressionnel du Texas |
| -------------------------------------------------------- | -------------------------------------------------------- | -------------------------------------------------------- | -------------------------------------------------------- | -------------------------------------------------------- |
| Parti                                                    | Parti                                                    | Candidat                                                 | Votes                                                    | %                                                        |
|                                                          | Républicain                                              | Jodey Arrington (sortant)                                | 151 946                                                  | 75,2                                                     |
|                                                          | Démocrate                                                | Miguel Levario                                           | 50 039                                                   | 24,8                                                     |
| Total des votes                                          | Total des votes                                          | Total des votes                                          | 201 985                                                  | 100 %                                                    |
|                                                          | Les Républicains conservent                              |                                                          |                                                          |                                                          |

### 2020
| Élection de 2020 du 19e district congressionnel du Texas | Élection de 2020 du 19e district congressionnel du Texas | Élection de 2020 du 19e district congressionnel du Texas | Élection de 2020 du 19e district congressionnel du Texas | Élection de 2020 du 19e district congressionnel du Texas |
| -------------------------------------------------------- | -------------------------------------------------------- | -------------------------------------------------------- | -------------------------------------------------------- | -------------------------------------------------------- |
| Parti                                                    | Parti                                                    | Candidat                                                 | Votes                                                    | %                                                        |
|                                                          | Républicain                                              | Jodey Arrington (sortant)                                | 198 198                                                  | 74,8                                                     |
|                                                          | Démocrate                                                | Tom Watson                                               | 60 583                                                   | 22,9                                                     |
|                                                          | Libertarien                                              | Joe Burnes                                               | 6271                                                     | 2,4                                                      |
| Total des votes                                          | Total des votes                                          | Total des votes                                          | 265 052                                                  | 100 %                                                    |
|                                                          | Les Républicains conservent                              |                                                          |                                                          |                                                          |

### 2022
| Primaire Républicaine de 2022 du 19e district congressionnel du Texas | Primaire Républicaine de 2022 du 19e district congressionnel du Texas | Primaire Républicaine de 2022 du 19e district congressionnel du Texas | Primaire Républicaine de 2022 du 19e district congressionnel du Texas | Primaire Républicaine de 2022 du 19e district congressionnel du Texas |
| --------------------------------------------------------------------- | --------------------------------------------------------------------- | --------------------------------------------------------------------- | --------------------------------------------------------------------- | --------------------------------------------------------------------- |
| Parti                                                                 | Parti                                                                 | Candidat                                                              | Votes                                                                 | %                                                                     |
|                                                                       | Républicain                                                           | Jodey Arrington (sortant)                                             | 68 503                                                                | 100%                                                                  |

| Élection de 2022 du 19e district congressionnel du Texas | Élection de 2022 du 19e district congressionnel du Texas | Élection de 2022 du 19e district congressionnel du Texas | Élection de 2022 du 19e district congressionnel du Texas | Élection de 2022 du 19e district congressionnel du Texas |
| -------------------------------------------------------- | -------------------------------------------------------- | -------------------------------------------------------- | -------------------------------------------------------- | -------------------------------------------------------- |
| Parti                                                    | Parti                                                    | Candidat                                                 | Votes                                                    | %                                                        |
|                                                          | Républicain                                              | Jodey Arrington (sortant)                                | 152 321                                                  | 80,3                                                     |
|                                                          | Indépendant                                              | Nathan Lewis                                             | 37 360                                                   | 19,7                                                     |
| Total des votes                                          | Total des votes                                          | Total des votes                                          | 189 681                                                  | 100 %                                                    |
|                                                          | Les Républicains conservent                              |                                                          |                                                          |                                                          |

### 2024
| Primaire Républicaine de 2024 du 19e district congressionnel du Texas | Primaire Républicaine de 2024 du 19e district congressionnel du Texas | Primaire Républicaine de 2024 du 19e district congressionnel du Texas | Primaire Républicaine de 2024 du 19e district congressionnel du Texas | Primaire Républicaine de 2024 du 19e district congressionnel du Texas |
| --------------------------------------------------------------------- | --------------------------------------------------------------------- | --------------------------------------------------------------------- | --------------------------------------------------------------------- | --------------------------------------------------------------------- |
| Parti                                                                 | Parti                                                                 | Candidat                                                              | Votes                                                                 | %                                                                     |
|                                                                       | Républicain                                                           | Jodey Arrington (sortant)                                             | 70 705                                                                | 83,5                                                                  |
|                                                                       | Républicain                                                           | Chance Ferguson                                                       | 6316                                                                  | 7,5                                                                   |
|                                                                       | Républicain                                                           | Vance Boyd                                                            | 5116                                                                  | 6,0                                                                   |
|                                                                       | Républicain                                                           | Ryan Zink                                                             | 2586                                                                  | 3,0                                                                   |

| Élection de 2024 du 19e district congressionnel du Texas | Élection de 2024 du 19e district congressionnel du Texas | Élection de 2024 du 19e district congressionnel du Texas | Élection de 2024 du 19e district congressionnel du Texas | Élection de 2024 du 19e district congressionnel du Texas |
| -------------------------------------------------------- | -------------------------------------------------------- | -------------------------------------------------------- | -------------------------------------------------------- | -------------------------------------------------------- |
| Parti                                                    | Parti                                                    | Candidat                                                 | Votes                                                    | %                                                        |
|                                                          | Républicain                                              | Jodey Arrington (sortant)                                | 214 600                                                  | 80,7                                                     |
|                                                          | Indépendant                                              | Nathan Lewis                                             | 27 386                                                   | 10,3                                                     |
|                                                          | Libertarien                                              | Bernard Johnson                                          | T23 889                                                  | 9,0                                                      |
| Total des votes                                          | Total des votes                                          | Total des votes                                          | 265 875                                                  | 100 %                                                    |
|                                                          | Les Républicains conservent                              |                                                          |                                                          |                                                          |